# The Idea of You
The Idea of You (bra: Uma Ideia de Você; prt: The Idea of You) é um filme estadunidense de 2024, do gênero comédia romântica, dirigido por Michael Showalter, e estrelado por Anne Hathaway e Nicholas Galitzine. O roteiro que Showalter coescreveu ao lado de Jennifer Westfeldt foi baseado no romance homônimo de 2017, de Robinne Lee.
A trama retrata a história de uma mulher que inicia um relacionamento amoroso com o jovem cantor de uma banda famosa.
"The Idea of You" estreou no festival South by Southwest (SXSW) em 16 de março de 2024. Em 2 de maio de 2024, o filme foi lançado mundialmente como uma produção exclusiva da Amazon Prime Video.

## Enredo
Solène Marchand (Anne Hathaway), uma dona de galeria de arte divorciada que mora em Los Angeles, está prestes a completar 40 anos e decide fazer uma viagem de acampamento sozinha para comemorar. Enquanto isso, seu ex-marido, Daniel (Reid Scott), planeja levar sua filha adolescente, Izzy (Ella Rubin), e seus amigos para o Coachella. No entanto, quando ele é convocado para um compromisso de trabalho de última hora, Solène, relutantemente, desiste de sua viagem e decide acompanhar os jovens ao festival.
Daniel havia organizado um encontro com a boy band britânica August Moon no festival. Enquanto aguardava na área VIP, Solène entra por engano em um trailer, acreditando ser um banheiro. Para sua surpresa, o trailer pertencia a Hayes Campbell (Nicholas Galitzine), um dos membros da banda, de 24 anos. Eles trocam flertes, mas Solène, sentindo-se desconfortável com a diferença de idade, fica desconcertada com a atração repentina. Mais tarde, durante o show da August Moon, Hayes aparentemente altera a lista de apresentação das músicas e dedica uma canção a ela.
Em sua festa de aniversário, Solène se sente desencantada com os possíveis pretendentes da sua idade. Pouco tempo depois do evento, Hayes aparece inesperadamente na galeria dela, interessado em adquirir alguma obra. Após comprar todas as peças disponíveis, Solène o convida para visitar o estúdio de uma amiga, onde eles conversam sobre a vida e a arte.
Durante o almoço na casa de Solène, ela revela suas inseguranças relacionadas ao caso extraconjugal de seu ex-marido. Hayes, por sua vez, compartilha seu desejo de ser levado a sério como músico. Após um beijo entre eles, Solène o rejeita.
Hayes deixa seu relógio para trás e, encontrando o número de telefone de Solène na fatura da galeria, a convida para encontrá-lo em Nova Iorque. Com Izzy no acampamento de verão, Solène viaja para a cidade e o encontra em seu hotel, onde eles têm um encontro íntimo. Hayes a convence a acompanhá-lo na turnê europeia da August Moon. Solène opta por manter o relacionamento em segredo, não revelando nada a Izzy nem a mais ninguém.
Durante a turnê europeia, Solène permanece ao lado de Hayes, e os dois mantêm relações sexuais nos hotéis onde se hospedam. No entanto, durante uma pausa para férias no sul da França, Solène começa a se sentir insegura em relação à sua idade, especialmente ao compará-la com a das outras mulheres que acompanham a banda. Alguns membros do grupo revelam que a música que Hayes dedicou a ela é apenas uma estratégia para impressionar mulheres e que ele já teve relacionamentos anteriores com mulheres mais velhas. Sentindo-se enganada, Solène decide retornar abruptamente a Los Angeles. Quando Daniel, que soube do envolvimento dela com Hayes, a questiona, Solène nega qualquer relacionamento com o músico.
Pouco depois, fotos do relacionamento de Solène e Hayes, tiradas por paparazzi, começam a circular online, gerando uma quantidade significativa de atenção indesejada para ela. Ao buscar Izzy no acampamento, a filha, irritada por sua mãe ter escondido o namoro, a confronta, mas acaba perdoando-a. Solène então vai ao estúdio de gravação onde Hayes está trabalhando, e os dois decidem retomar o relacionamento e assumi-lo publicamente. Para proteger sua privacidade, Solène e sua família apagam suas contas nas redes sociais.
Daniel expressa sua preocupação a Solène sobre o impacto que sua união com Hayes está tendo em Izzy, que está enfrentando problemas na escola por causa disso. Após uma viagem a Nova Iorque, Hayes retorna, e Solène decide terminar o relacionamento novamente. No entanto, Hayes a visita em casa e sugere que considerem retomar seu compromisso em cinco anos, quando Izzy já tiver concluído seus estudos. Durante essa conversa, Hayes deixa seu relógio com Solène mais uma vez.
Cinco anos depois, Solène assiste a uma apresentação de Hayes no "The Graham Norton Show", onde ele anuncia planos de visitar Los Angeles. Hayes então retorna à galeria, onde eles têm um reencontro emocionante e comovente.

## Elenco
- Anne Hathaway como Solène Marchand
- Nicholas Galitzine como Hayes Campbell
- Ella Rubin como Izzy
- Annie Mumolo como Tracy
- Reid Scott como Daniel
- Perry Mattfeld como Eva
- Jordan Aaron Hall como Zeke
- Mathilda Gianopoulos como Georgia
- Meg Millidge como Claire
- Cheech Manohar como Jeremy
- Raymond Cham, Jr. como Oliver
- Jaiden Anthony como Adrian
- Viktor White como Simon
- Dakota Adan como Rory
- Roxy Rivera como Jodie
- Graham Norton como Ele mesmo
- Brent Bailey como Todd
- Nina Bloomgarden como Amber

## Produção
Em dezembro de 2018, foi anunciado que o romance de Robinne Lee, "The Idea of You", havia sido escolhido para ser adaptado pela Welle Entertainment com produção de Gabrielle Union e Cathy Schulman. Em 2018, Union – amiga próxima de Lee desde o início dos anos 2000 – revelou que o livro está entre seus dez favoritos de todos os tempos. Em junho de 2021, foi revelado que Jennifer Westfeldt havia adaptado o romance e Anne Hathaway tinha sido escalada para o papel principal, além de atuar como produtora.
Em agosto de 2022, Michael Showalter foi confirmado como o diretor. Em setembro de 2022, Nicholas Galitzine foi escalado como o vocalista da "boy band mais quente do planeta". Em outubro de 2022, foi revelado que Ella Rubin interpretaria a filha de Hathaway e que a fotografia principal já havia começado. Logo após o anúncio, Annie Mumolo, Reid Scott, Perry Mattfeld e Jordan Aaron Hall foram escalados para o elenco, assim como Jaiden Anthony, Raymond Cham, Viktor White e Dakota Adan como o resto da banda que Galitzine lidera.
As filmagens ocorreram em Atlanta, Geórgia, e em áreas próximas a partir de outubro de 2022, com Hathaway e Galitzine sendo fotografados pela mídia filmando juntos em Savannah.

### Marketing
Em dezembro de 2023, a Amazon Prime Video, que adquiriu os direitos de distribuição do filme, lançou uma imagem exclusiva do filme, que estava em sua programação original de lançamentos de 2024.
O trailer oficial da produção foi lançado em 6 de março de 2024, e obteve mais de 125 milhões de visualizações nas plataformas de mídia social, tornando-se o trailer mais assistido para um filme original lançado em uma plataforma de streaming.

### Trilha sonora
A trilha sonora do filme contém músicas originais cantadas pela banda fictícia August Moon, escritas por Savan Kotecha, que também atuou como produtor musical executivo. Nicholas Galitzine também executou os vocais em algumas das músicas. Um álbum com 11 faixas foi lançado digitalmente pela Arista Records, simultaneamente com o filme, seguido pelas versões físicas e pela edição deluxe do álbum, com quatro performances ao vivo das da banda, lançada no dia seguinte. A trilha sonora foi precedida por três singles: "Dance Before We Walk", "Taste" e "Closer".

## Lançamento
A estreia do filme aconteceu no festival South by Southwest (SXSW) em 16 de março de 2024, sendo exibido como o filme de encerramento. Em 2 de maio de 2024, o filme foi lançado mundialmente como uma produção exclusiva da Amazon Prime Video.

## Recepção
O romance homônimo no qual o filme foi baseado é uma fanfic de Harry Styles. A revista Vogue descreveu o enredo como um "comentário sociocultural sobre o envelhecimento e o valor da mulher".
Benjamin Lee, em sua crítica para o jornal The Guardian, escreveu: "Showalter consegue fazer com que The Idea of You pareça e respire como os filmes mais grandiosos que vieram depois, em vez dos menores com os quais ele está ao lado ... Tudo isso não é suficiente para nos transportar de volta ao auge do gênero, mas é muito melhor do que o que fomos obrigados a nos acostumar". Peter Debruge, para a revista Variety, escreveu: "A versão cinematográfica encontra uma solução que honra as intenções de [Robinne] Lee, ao mesmo tempo em que oferece um senso de encerramento mais satisfatório para o relacionamento intermitente deles". Alissa Wilkinson, para o The New York Times, declarou: "The Idea of You tem sucesso principalmente por causa do desempenho de Hathaway, embora ela e Galitzine brilhem e se divertem com prazer". Alison Wilmore, para o Vulture, afirmou: "The Idea of You poderia ser um pouco mais indulgente – permite que o mundo real entre em seu relacionamento inesperado quase antes de começar – mas é surpreendentemente sedutor, mesmo com sua contenção. Qualquer um pode cantar uma música do One Direction na privacidade de sua casa, mas é outra coisa se reconectar com os sentimentos expressos por um daqueles grandes refrões".
Lovia Gyarkaye, para a The Hollywood Reporter, escreveu: "The Idea of You funciona melhor como um deleite despreocupado – uma comédia romântica alegre que provoca algumas risadas e explode com o magnetismo de sua protagonista. O fato de conseguir se mexer em algumas lições sobre autodescoberta é apenas um bônus". Rafael Motamayor, para o IndieWire, escreveu que o filme "o filme "faz uma história de amor completa, indo além de onde a maioria dos filmes como esse termina para explorar o momento em que uma aventura mágica se torna algo mais, onde um pouco de 'vamos ver até onde isso vai' se torna algo pelo qual vale a pena lutar, e talvez também perder". Richard Lawson, para a Vanity Fair, escreveu: "The Idea of You é sofisticado e inteligente, um corte acima do lixo frequentemente servido ao seu público-alvo. Pode forçar um final arrumadinho, pode esticar a lógica, pode deixar algumas vias intrigantes não exploradas, mas, de resto, The Idea of You é envolvente, um conto de fadas digno da tela grande". Valerie Complex, para o Deadline Hollywood, declarou que "a atuação de Hathaway oferece momentos de emoção e conexão genuínas que sugerem o potencial do filme, o que mantém as coisas unidas por tempo suficiente para serem divertidas".
Alejandra Martinez, para o TheWrap, escreveu: "O que poderia ter sido um romance morno é algo muito mais surpreendente e sensual. Nas mãos de artistas e cineastas menos habilidosos, a premissa poderia rapidamente desmoronar. Porém, The Idea of You tem atores que sabem exatamente o que precisam trazer para entregar um romance crível e cativante, que vale a pena se envolver". Nikki Baughan, para a Screen International, escreveu que "o roteiro não se demora aqui e logo se desvia do clímax sombrio do livro para oferecer um final mais amigável ao público". Fletcher Peters, para o The Daily Beast, declarou: "The Idea of You é o filme perfeito, chamativo e espetaculoso, que essa história sobre um romance turbilhonante e glamoroso merece ... A visão do filme pode divergir do romance, mas são essas diferenças que tornam o filme tão memorável".
No Rotten Tomatoes, site agregador de críticas, 81% das 178 críticas do filme são positivas, com uma classificação média de 6,5/10. O consenso do site diz: "The Idea of You oferece um lembrete bem-vindo de que Anne Hathaway continua sendo uma protagonista de comédia romântica totalmente encantadora – e reafirma que poucos cineastas entendem o gênero melhor do que Michael Showalter". O Metacritic, que utiliza uma média ponderada, atribuiu ao filme 67/100 pontos baseados em 37 críticas, indicando críticas "geralmente favoráveis".